# Loimia bermudensis
Loimia bermudensis är en ringmaskart som beskrevs av Addison Emery Verrill 1900. Loimia bermudensis ingår i släktet Loimia och familjen Terebellidae. Inga underarter finns listade i Catalogue of Life.